# Labroides dimidiatus
Labroides dimidiatus es una especie de peces de la familia Labridae en el orden de los Perciformes. Se ha especializado en limpiar de parásitos y tejidos muertos a los peces del arrecife. Este pequeño comelón es un amigo muy querido por todos los habitantes del mar, ya que vive agrupado en colonias en las que permanentemente se acercan peces de todas las especies y tamaños para que los libre de los parásitos, de los cuales se alimenta.

## Morfología
Los machos pueden llegar alcanzar los 14 cm de longitud.

## Distribución geográfica
Se encuentra desde el mar Rojo y la África Oriental hasta las islas de la Línea, las islas Marquesas y el sur del Japón.